# Nothing Above My Shoulders but the Evening
Nothing Above My Shoulders but the Evening es el quinto y último álbum de estudio del músico estadounidense Ray Lynch. Refleja la formación clásica de Lynch y presenta actuaciones de miembros de la Orquesta Sinfónica de San Francisco. El álbum fue lanzado después de que Lynch firmara con Windham Hill Records.

## Producción
Según la revista Keyboard, el álbum estaba originalmente programado para ser lanzado “durante el primer trimestre” de 1992. En una entrevista con The Vancouver Sun, Lynch reveló algunas de las luchas que enfrentó mientras creaba el álbum, y dijo que había tardó cuatro años en crearse. Con respecto al retraso en la producción, dijo: “Ese es el problema cuando amas lo que haces, si amas lo que haces y te preocupas por ello, vas a luchar con ello hasta que esté bien”. En una entrevista con Brain / Mind en 1995, Ray Lynch explicó que se acercó más a los instrumentos acústicos que a los instrumentos sintetizados. Explicó además que siempre había querido escribir un álbum “muy clásico”.

## Recepción de la crítica
Debbie Stover del St. Louis Post-Dispatch elogió el álbum por su uso de instrumentos para recrear el sonido de las épocas Barroca y Renacentista y al mismo tiempo “logra sonar completamente moderno”. Stover concluyó su reseña calificándolo de “fácilmente uno de las mejores del año”. Elisabeth Le Guin de The New York Times elogió el álbum por evocar “las emociones muy coloridas de la tradición clásica” y describió el sonido del álbum como “pop Dvorak”.

## Lista de canciones
Todas las canciones escritas y compuestas por Ray Lynch.
1. «Over Easy» – 4:47
2. «Her Knees Deep in Your Mind» – 6:15
3. «Passion Song» – 5:22
4. «Ivory» – 5:34
5. «Mesquite» – 6:16
6. «Only an Enjoyment» – 7:16
7. «The Vanished Gardens of Córdoba» – 8:22

## Créditos y personal
Créditos adaptados desde las notas de álbum de Nothing Above My Shoulders but the Evening.
Músicos
- Ray Lynch – teclados, guitarras
- Timothy Day – flauta, flauta alto
- Nancy Ellis – viola
- Glen Fischthal – trompeta, fliscorno, trompeta piccolo
- Julie Ann Giacobassi – oboe, corno inglés
- David Kadarauch – violonchelo
- Dave Krehbiel – corno francés
- Daniel Kobialka – violín
- Nanci Severance – viola
- Marc Shapiro – piano

Personal técnico
- Ray Lynch – productor, ingeniero de audio, mezclas
- Daniel Ryman – productor, ingeniero de audio
- Bernie Grundman – masterización

Diseño
- Kathleen Lynch – dirección artística
- Richard Stodart – ilustración
- Emery/Poe Design – gráfica
- Bill Knowland – fotografía interior
- Bruce Forrester – fotografía de contraportada

## Posicionamiento

### Gráfica semanal
| Gráfica (1993)                            | Pico de posición |
| ----------------------------------------- | ---------------- |
| Estados Unidos (Billboard New Age Albums) | 1                |

### Gráfica de fin de año
| Gráfica (1994)                            | Pico de posición |
| ----------------------------------------- | ---------------- |
| Estados Unidos (Billboard New Age Albums) | 4                |